# Museo Nacional de Diseño Cooper-Hewitt
El Museo Nacional de Diseño Cooper-Hewitt es el museo de Estados Unidos dedicado a la historia del diseño y el diseño contemporáneo. 
Es el único museo en EE. UU. cuya colección está únicamente enfocada al diseño.
El museo está localizado en Nueva York, en la Quinta Avenida y la Calle 91 Este (un área conocida como la Milla del Museo), y es una parte del Instituto Smithsonian. El museo entrega el Premio Nacional del Diseño, en más de diez categorías, celebrando lo mejor del diseño estadounidense.
Fundado en 1897 por Amy, Eleanor, y Sarah Hewitt, las nietas del industrial Peter Cooper, y las hijas de Abram Stevens Hewitt, alcalde de Nueva York en 1887-88, el Museo era al principio parte de la Unión Cooper para el Avance de Ciencia y Arte.
El edificio principal del museo, diseñado por la firma arquitectónica Babb, Cook y Willard, era anteriormente la mansión del filántropo y magnate del acero estadounidense Andrew Carnegie, que vivió allí hasta su muerte en 1919; la vecindad en la que el museo se encuentra localizado es Carnegie Hill. El Instituto Carnegie dio la casa y la propiedad al Smithsonian en 1972, y la encarnación moderna del Museo abrió allí en 1976. El interior fue diseñado por la firma arquitectónica, Polshek y Asociados, encabezado por James Polshek en 2001.
El Museo contiene más de 250,000 objetos que van desde la Dinastía Han China al presente, organizado en cuatro departamentos comisariados: Artes aplicadas y Diseño Industrial, Dibujos y Copias, Textil, y Papel mural. 
El museo también tiene una biblioteca de investigación que contiene más de 80,000 volúmenes, incluyendo 7,000 libros raros.